# Phoxichilidium tuberculatum
Phoxichilidium tuberculatum är en havsspindelart som beskrevs av Stock, J.H. 1991. Phoxichilidium tuberculatum ingår i släktet Phoxichilidium och familjen Phoxichilidiidae. Inga underarter finns listade i Catalogue of Life.